# Chelsea Girl
Chelsea Girl är sångerskan Nicos första album som soloartist, utgivet 1967.

## Låtlista
1. "The Fairest of the Seasons" (Jackson Browne/Gregory Copeland) - 4:09
2. "These Days" (Jackson Browne) - 3:33
3. "Little Sister" (John Cale/Lou Reed) - 4:26
4. "Winter Song" (John Cale/Lou Reed) - 3:20
5. "It Was a Pleasure Then" (John Cale/Nico/Lou Reed) - 8:05
6. "Chelsea Girls" (Sterling Morrison/Lou Reed) - 7:25
7. "I'll Keep It With Mine" (Bob Dylan) - 3:20
8. "Somewhere There's a Feather" (Jackson Browne) - 2:20
9. "Wrap Your Troubles in Dreams" (Lou Reed) - 5:09
10. "Eulogy to Lenny Bruce" (Tim Hardin) - 3:46

## Medverkande
- Nico - sång
- Jackson Browne - gitarr
- Lou Reed - gitarr
- Sterling Morrison - gitarr, bas
- John Cale - piano, bas, viola